# .357 SIG
.357 SIG — пістолетний набій (має назву 357 Sig за SAAMI та 357 SIG за C.I.P. або 9×22 мм у метричній системі), що виготовляється швейцарсько-німецькою збройною компанією SIG Sauer, у співпраці з американським виробником боєприпасів Federal Cartridge. Він базується на набої .40 S&W, дульце гільзи якого було обжато до діаметра кулі 0,355-дюйма (9,0 мм), латунна гільза набою .357 SIG дещо довша. Набій використовують правоохоронні агенції і він має добру репутацію за гарні точність, купчастість та зупиняючу дію.

## Історія
Створений у 1994 новий набій отримав назву «357» щоб показати його призначення: він дублює продуктивність набою .357 Magnum з кулею вагою 125-гранів (8,1 г), який використовували для стрільби з револьвера з довжиною ствола 4-дюйми (100 мм), конструкція була розроблена для використання у самозарядних пістолетах. Продуктивність набою на рівні набою 9×23mm Winchester.
На відміну від конкурентних набоїв, наприклад 9×25 мм Dillon (1988), який має обжату до 9 мм гільзу набою 10mm Auto, набій .357 SIG (1994) був першим сучасним пляшкоподібним комерційним набоєм для ручної зброї на початку 1960-х, коли Winchester представив набій калібру .257 на базі набою .357 Magnum, застарілого тепер .256 Winchester Magnum (1960). Потім Remington представив не успішний набій .22 Remington Jet (1961), який був обжатим з гільзи .357 Magnum до калібру .22, а також набій .221 Remington Fireball (1963), скорочена версія набою власного виробництва .222 Remington. Незабаром після створення набою .357 SIG з'явилися й інші пляшкоподібні комерційні набої: .400 Corbon (1996), обжатий з .45 ACP до калібру .40; .440 Corbon (1998), обжатий з .50 AE до калібру .44; набій .32 NAA (2002), обжатий з .380 ACP до калібру .32 та набій .25 NAA (2004), обжатий з .32 ACP до калібру .25.

## Параметри набою
Набій .357 SIG має об'єм гільзи 1.27 мл (19.5 гранів H2O).
Максимальні параметри набою .357 SIG за C.I.P. Усі розміри вказано у міліметрах.
Кут плеча має alpha/2=18 градусів. Загальна гвинтова нарізка для цього набою складає 406 мм (1 in 16 in), 6 нарізів, Ø полів=8,71 мм, Ø нарізів=9,02 мм, довжина полів=2,69 мм, капсуль — малий пістолетний.
У різних джерелах вказано різні дзеркальні зазори набою .357 SIG. Це відбувається тому, що набій спочатку було розроблено як .357 (9,02 мм), але потім був перероблений під набій .355 (9 мм). Згідно з офіційними даним C.I.P. (Commission Internationale Permanente Pour L'Epreuve Des Armes A Feu Portatives) 2008 року, дзеркальний зазор набою .357 SIG визначається по дульцю гільзи (H2). Деякі американські джерела конфліктують з цим стандартом.
За правилами C.I.P. гільза набою .357 SIG може витримувати тиск у 305 MPa (44,236 psi). У всіх країнах де набої регулюються правилами C.I.P. кожний набій повинен пройти перевірку на всі 130 % від максимального тиску, щоб C.I.P. видало ліцензію на продаж на цивільному ринку
Ліміт тиску за SAAMI для набою .357 SIG встановлено 275.80 MPa (40,000 psi).

## Варіанти

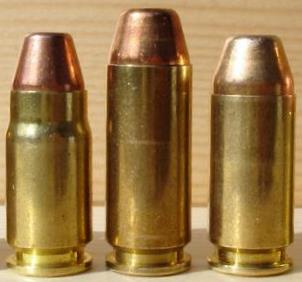
Зліва направо: .357 SIG, 10mm Auto, .40 S&W

Більшість пістолетів калібру .40 S&W можна переробити під використання набою .357 SIG простою заміною ствола, інколи потрібно змінити зворотню пружину. У пістолетах можна використовувати магазини під обидва набої. Комплект для зміни ствола дозволив набою .357 SIG набути популярність серед власників зброї. Як правило набій .357 SIG створює в каналі ствола більший тиск, ніж набій .40 S&W (ліміти тиску C.I.P. та SAAMI для набою .40 S&W становлять 225 MPa та 35,000 psi) і не підходить для використання у всіх пістолетах під набій .40 S&W у зв'язку зі збільшеною тягою затвора.

## Продуктивність
У таблиці показані параметри продуктивності боєприпасів .357 SIG. Вага кулі від 115 до 150 гранів (7,5 до 9,7 г). Дулова енергія коливається від 488 фунт-сила-футів (662 Дж) до 568 фунт-сила-футів (770 Дж) і глибина пробиття коливається від 9 дюймів (230 мм) до 16,5 дюйма (420 мм).
| Виробник   | Куля         | Вага           | Швидкість               | Енергія                  | Розширення          | Пробиття             | PC                         | TSC                          |
| ---------- | ------------ | -------------- | ----------------------- | ------------------------ | ------------------- | -------------------- | -------------------------- | ---------------------------- |
| Triton     | Quik-Shok    | 115 гр (7,5 г) | 1 425 фут/с (434,3 м/с) | 518 фут⋅фунтс (702,3 Дж) | frag                | 9,0 дюйм (228,6 мм)  | 4,1 дюйм3 (67,2 см3)       | 43.2 cu in (707.9 cm3) (est) |
| Winchester | Ranger T     | 125 гр (8,1 г) | 1 385 фут/с (422,1 м/с) | 532 фут⋅фунтс (721,3 Дж) | 0,75 дюйм (19,1 мм) | 11,5 дюйм (292,1 мм) | 5,1 дюйм3 (83,6 см3) (est) | 43.2 cu in (707.9 cm3)       |
| Federal    | Premium JHP  | 125 гр (8,1 г) | 1 430 фут/с (435,9 м/с) | 568 фут⋅фунтс (770,1 Дж) | 0,62 дюйм (15,7 мм) | 12,7 дюйм (322,6 мм) | 3,8 дюйм3 (62,3 см3) (est) | 45.0 cu in (737.4 cm3)       |
| Speer      | Gold Dot JHP | 125 гр (8,1 г) | 1 385 фут/с (422,1 м/с) | 532 фут⋅фунтс (721,3 Дж) | 0,68 дюйм (17,3 мм) | 16,5 дюйм (419,1 мм) | 4,2 дюйм3 (68,8 см3) (est) | 45.0 cu in (737.4 cm3) (est) |
| Remington  | JHP          | 125 гр (8,1 г) | 1 350 фут/с (411,5 м/с) | 506 ft·lbf (686.1 J)     | 0.57 in (14.5 mm)   | 14,3 дюйм (363,2 мм) | 6.0 cu in (98.3 cm3)       | 41.7 cu in (683.3 cm3)       |
| Federal    | Premium JHP  | 150 гр (9,7 г) | 1 210 фут/с (368,8 м/с) | 488 фут⋅фунтс (661,6 Дж) | 0,60 дюйм (15,2 мм) | 15,0 дюйм (381,0 мм) | 4,2 дюйм3 (68,8 см3) (est) | 39.4 cu in (645.7 cm3)       |
| Underwood  | Gold Dot JHP | 125 гр (8,1 г) | 1 505 фут/с (458,7 м/с) | 605 фут⋅фунтс (820,3 Дж) | 0,75 дюйм (19,1 мм) | 16,5 дюйм (419,1 мм) | 6,0 дюйм3 (98,3 см3) (est) | 49.5 cu in (811.2 cm3)       |

Пояснення:
Розширення — діаметр розширення кулі (балістичний желатин).
Пробиття — глибина пробиття (балістичний желатин).
PC — постійний обсяг порожнини (балістичний желатин, метод ФБР).
TSC — тимчасове розтягнення обсягу порожнини (балістичний желатин).
Через свою відносно велику швидкість як для пістолетного набою, куля набою .357 SIG має дуже пряму траєкторію польоту, що збільшує ефективний діапазон. Проте, він не доходить до продуктивності набою .357 Magnum з кулями, які важчі 125 гранів (8,1 г). Але цей недолік компенсується кількістю набоїв, яку мають пістолети на відміну від револьвера.
Поліція штату Вірджинія повідомляла, що єдиним пострілом зупиняли собак, які атакували, у той час як старі набої 9 мм з кулею вагою 147 гран потребували кілька пострілів по тварині. Прихильники гідростатичної теорії стверджують, що ударної енергії, яка є у набоях .357 SIG, достатньо для гідростатичного шоку. Користувачі також повідомляли, що «Ми вражені зупиняючою силою набою .357 SIG.»
Завдяки пляшкоподібній формі гільзи у .357 SIG майже не виникає проблем з подачею набоїв. Це відбувається через те, що куля рухається довгим каналом перед тим, як затвор закриється. Набої з пласкою кулею рідко використовують у самозарядних системах через проблеми зі заряджанням; проте, такі кулІ зазвичай використовують у набоях .357 SIG, тому що вони можуть бути експансивними.
У інструкції по заряджанню «Accurate Powder» вказано, що «це найкращий за балістичними показниками пістолетний набій.»

## Характеристики

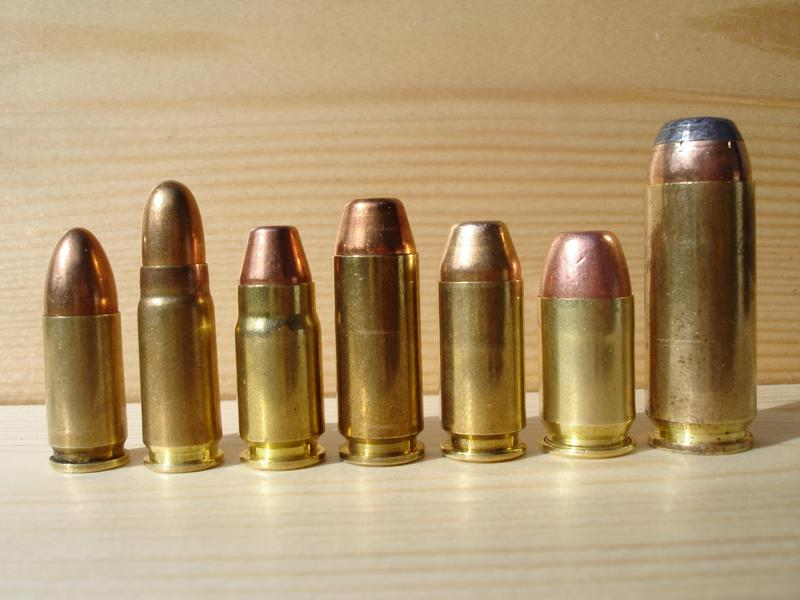
Зліва направо: 9 мм, 7,62×25 мм ТТ, .357 SIG, 10 мм Auto, .40 S&W, .45 GAP, .50 AE.

Метою створення набою .357 SIG було запропонувати набій, який за продуктивністю дорівнював би набою .357 Magnum з вагою кулі 125-гранів (8,1 г). .357 SIG має кулю вагою 125-гранів (8,1 г) і розганяє її до швидкості 1 450 футів за секунду (440 м/с) по стволу завдовжки 4 in (102 мм), що майже збігається зі швидкістю набою .357 Magnum 125-гранів (8,1 г) при стрільбі зі ствола завдовжки 4 in (102 мм).
Якщо казати простою мовою, віддача прямо пропорційна «дуловій швидкості × вазі кулі» (через збереження імпульсу), віддача .357 SIG дорівнює або трохи менша за віддачу набою .40 S&W і менша за віддачу набою 10mm Auto, оригінального набою .357 Magnum. Це визначення віддачі неповне, тому що не враховується викид порохових газів з дула. Більш точне визначення можна отримати через відношення всієї маси викиду × швидкість викиду. Навіть вирахувавши таким чином віддачу це буде відправною точкою у порівнянні з набоєм .357 Magnum, тому що пізніше його використовували у револьвері, де енергія віддачі, через менші кулю та метальний заряд, виривається крізь щілини між барабаном і рамкою, у той час як у набій .357 SIG призначений для використання у самозарядному пістолеті; тут, частина енергії віддачі передається затвору для проведення операції перезарядки. Звісно на уявлення стрільця про віддачу впливають і такі фактори як вага зброї, балансування, вага рухомих частин, різниця у висоті між стволом і руків'ям.
Якщо порівнювати рівні енергії дорогих боєприпасів, дулова енергія 584 фут⋅фунтс (792 Дж) при вазі кулі 125 гранів (8,1 г) і швидкості 1 450 футів за секунду (440 м/с) у набою .357 SIG більша ніж енергія у 475 фут⋅фунтс (644 Дж) яку створює заряд вагою 155 гранів (10,0 г) і швидкість 1 175 футів за секунду (358 м/с) у набою Speer GoldDot .40 S&W або енергія у 400 фут⋅фунтс (540 Дж) яку створює заряд вагою 180 гранів (12 г) і швидкість 985 футів за секунду (300 м/с) набою Speer GoldDot .40 S&W.
Через високий тиск, який створюється при стрільбі набоєм .357 SIG, дулове полум'я може бути сильним навіть при стандартних зарядках при стрільбі зі зброї з довгим стволом. Для зменшення полум'я використовують спеціальні порохи і кулі різної ваги.

## Використання

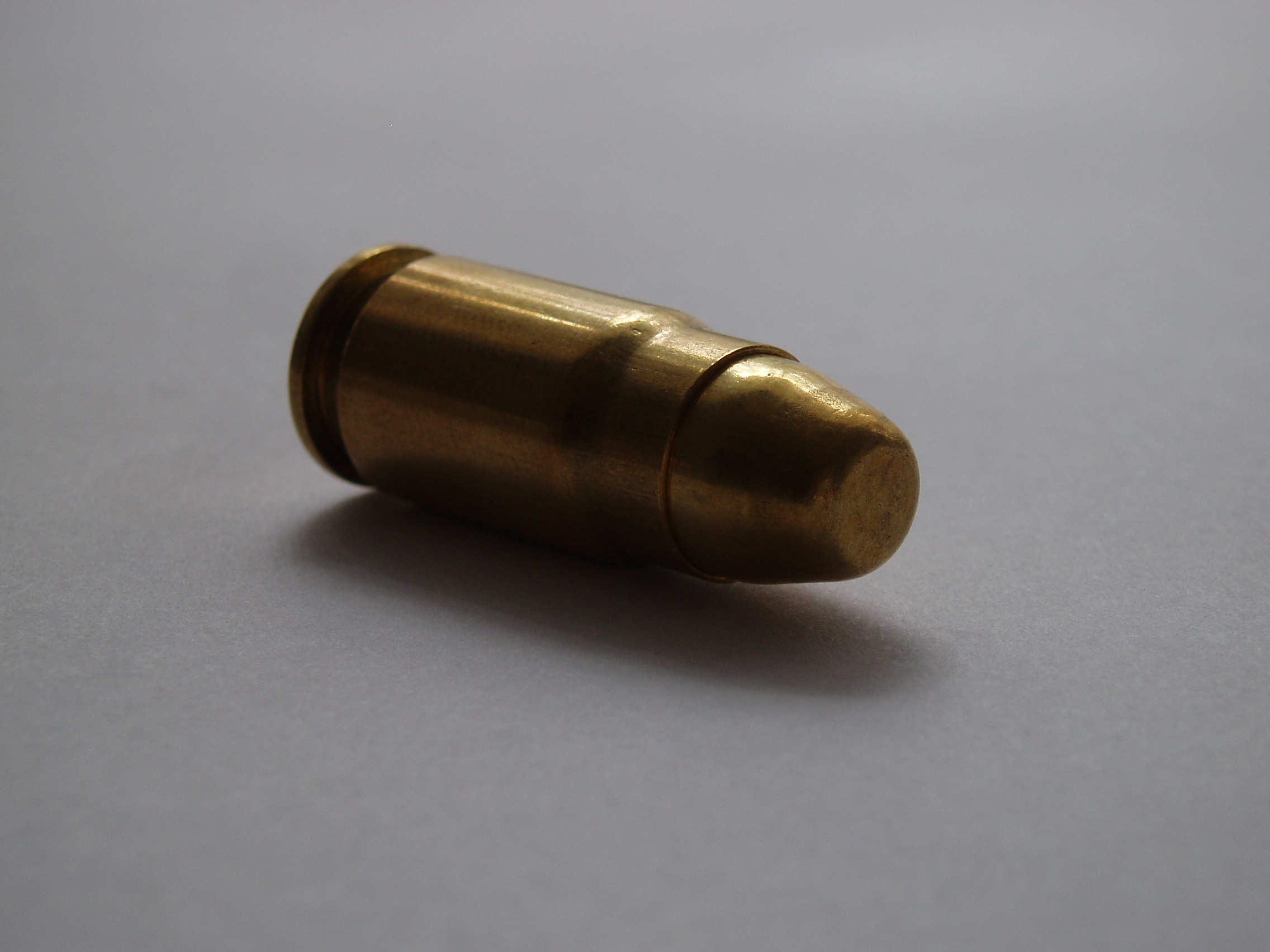
Набій .357 SIG FMJ.

У 1994 Sig випустили пістолет P229, перша серійна зброя під набій .357 SIG, яка спеціально була створена для роботи з високим тиском набою.
З 1991 по 1998 Техаський Департамент громадської безпеки (DPS) давав своїм співробітникам на вибір пістолети SIG Sauer P220 калібру .45 ACP або SIG Sauer P226 під набій 9×19 мм Парабелум. У 1998 Департамент перейшов на суцільнометалевий, повнорозмірний (34.0 oz) SIG Sauer P226 під набій .357 SIG, як єдиний пістолет для своїх офіцерів. Техаський Департамент громадської безпеки став першим урядовим органом, який почав використовувати нову зброю під набій .357 SIG.
Проте, у 2013 Департамент вирішив замінити зброю під калібр .357 SIG на зброю калібру 9 мм. Однією з причин стала можливість носити більше набоїв у магазині (9 мм проти .357 SIG) у більш легкій зброї. Але цей перехід було скасовано після того, як новобранці групи A-2014 під час першого тренування з новими пістолетами S&W M&P 9 мм, що мали полімерну рамку, виявили велику кількість відмов цієї зброї.
Новій SIG Sauer P229 калібру .357 SIG прийнятий до використання агентами і офіцерами наступних правоохоронних організацій:
- Секретна служба США[3][25]
- Федеральна служба повітряних маршалів[3]
- Бюро промисловості і безпеки США
- Поліція штату Делавер[3][26]
- Дорожня поліція Монтани
- Техаські рейнджери[27]
- Поліція штату Вірджинія[3]

Дорожня поліція Теннессі використовує пістолет Glock 31 під набій .357 SIG. Дорожня поліція Міссіссіппі використовує пістолет Glock 31 Gen4 під набій .357 SIG. Поліційний департамент Бедфорд Хейтс у Огайо використовує пістолети Glock 31/32/33. Поліційний департамент Еутавілля у Південній Кароліні використовує пістолет Glock 31 під набій .357 SIG. Поліційний департамент Еллорі у Південній Кароліні використовує пістолет Glock 31 під набій .357 SIG. Поліційний департамент Медісон у Медісоні, Західна Вірджинія, використовує пістолет Glock 32 під набій .357 SIG. Поліційний департамент Говернер у Нью-Йорку використовує пістолет Glock 32. Поліційний департамент Лексингтон у Північній Кароліні використовує пістолет SIG Sauer P229 DAK під набій .357 SIG. Дорожня поліція Оклахоми і поліція штату Род-Айленд використовують пістолет SIG Sauer P226 під набій.357 SIG. Поліційний департамент Парамус у Нью-Джерсі використовує пістолет SIG P229 під набій .357 SIG. Поліційний департамент Вест Грув Боро, Весат Грув, Пенсільванія, використовує пістолет SIG Sauer P229 під набій .357 SIG. Поліція штату Нью-Мексико та дорожня поліція штату Північна Кароліна використовують пістолет SIG Sauer P229s під набій .357 SIG. Поліційний департамент Ґеркуланіум (Міссурі) використовує пістолети P229 та P226 під набій .357 SIG. Поліційний департамент Корал Спрінгс у Флориді використовує пістолети Sig P226 та P229 Enhanced Elite під набій .357 SIG. Поліційний департамент Орландо використовує пістолет SIG Sauer P229 під набій .357 SIG. У липні 2014 було анонсовано, що дорожня поліція штату Північна Кароліна отримає на озброєння 1600 офіцерів пістолет SIG Sauer P226 під набій.357 SIG.